# Gābāzeleh
Gābāzeleh (persiska: گابازله, كابازَلِه, Kābāzaleh, گَبازِلِه) är en ort i Iran.   Den ligger i provinsen Västazarbaijan, i den nordvästra delen av landet, 500 km väster om huvudstaden Teheran. Gābāzeleh ligger 1 286 meter över havet och antalet invånare är 656.
Terrängen runt Gābāzeleh är huvudsakligen platt, men åt sydost är den kuperad. Runt Gābāzeleh är det ganska tätbefolkat, med 60 invånare per kvadratkilometer. Närmaste större samhälle är Ḩājjī Khvosh, 2,5 km söder om Gābāzeleh. Trakten runt Gābāzeleh består till största delen av jordbruksmark.